# تیکو براهه
تیکو بِراهه (به لاتین: Tycho Brahe) (۱۵۴۶ استورپ، دانمارک – ۱۶۰۱) ستاره‌شناس دانمارکی بود.
او در چهارده‌سالگی (سال ۱۵۶۰) شاهد منظره‌ای از کسوف شد و تصمیم گرفت به ستاره‌شناسی بپردازد. او در دانشگاه کپنهاگ و دانشگاه‌های آلمانی در رشته ستاره‌شناسی تحصیل کرد. اولین کتابش در سال ۱۵۷۳ منتشر شد که به رانده‌شدنش از سوی پدر و مادر و البته شهرت او انجامید. امپراتور دانمارک رصدخانه‌ای در جزیره هون برای وی تأسیس کرد. تیکو زمین را ثابت و در مرکز جهان می‌دانست و دستگاهی بر این اساس ساخته بود. او مردی خوش‌گذران بود و در دسامبر ۱۵۶۶ بینی خود را در حالت مستی در یک دوئل با پسرخاله‌اش موندراپ پارزبرگ بر سر اینکه کدامشان ریاضی‌دان بهتری است از دست داد. درّه‌ای در کره ماه به نام وی نامیده شده‌است.
او رصدخانه‌های اورانیبورگ و استیرنبورگ را بنیان نهاد و آن‌ها را با دستگاه‌هایی که در زمان خود تازه‌ترین دستاوردهای فناوری به شمار می‌رفتند، مجهز کرد که عبارت بودند از سُدِس (سکستانت)، حلقه‌دار (ذات‌الحَلَق)، و رُبع. تیکو براهه نخستین کسی بود که به معنای امروزی، شیوهٔ منظم و دقیق رصد کردن را در نجوم به کار گرفت. او نخستین مبنای منطقی را برای تعیین فاصله‌های نسبی کیهانی عرضه کرد و نادرستیِ تصورات قدیمی دربارۀ دنباله‌دارها و فضای کیهانی را نشان داد. همچنین با ترسیم دقیق مسیرهای حرکت ماه، خورشید و ستارگان، مقدمات انقلاب کوپرنیکی را فراهم آورد.

## یادبودها
دو مهندس ماجراجوی دانمارکی که قصد دارند با تجهیزات دست‌ساخت خود به فضا سفر کنند، نام فضاپیمای کوچک یک‌نفرهٔ خود را به افتخار این منجم مشهور دانمارکی، تیکو براهه نامیده‌اند. اولین تلاش آنها برای پرواز آزمایشی فضاپیمای تیکو براهه در پنجم سپتامبر ۲۰۱۰ میلادی به‌دلیل روشن نشدن موتور موشک هیت-۱ با شکست روبرو شد. تلاش دوم برای دوم ژوئن ۲۰۱۱ برنامه‌ریزی شده بود که با یک روز تأخیر انجام شد و علی‌رغم پاره‌ای اشکالات به بخشی از اهداف از پیش تعیین شده خود دست یافت. فضاپیمای تک‌سرنشینهٔ تیکو براهه هنوز به فضا سفر نکرده‌است اما دو جوان دانمارکی طراح و سازندهٔ آن اعتقاد دارند که این مهم به‌زودی تحقق خواهد یافت.